# Neurokognition
Neurokognition ist ein Zweig der Kognitionswissenschaft, der sich mit der Fragestellung beschäftigt, wie kognitive Leistungen im Gehirn von Mensch und Tier zustande kommen. Zu den kognitiven Fähigkeiten des Gehirns des Menschen gehören beispielsweise Aufmerksamkeit, Erinnerung, Lernen,  Kreativität, abstraktes Planen, Orientierung, Imagination (Vorstellungskraft), Argumentation, Selbstbeobachtung (Introspektion), Wille und Glauben.
Vereinfacht ausgedrückt beschäftigt sich die Neurokognition mit der Verarbeitung von Informationen, die das Gehirn beziehungsweise das Nervensystem erhält. Zur Untersuchung, wie kognitive Prozesse im Gehirn realisiert werden, kommen künstliche neuronale Netze zum Einsatz.  Intelligente Tätigkeiten können so als Operationen in Neuronennetzen dargestellt werden.
Neurokognition ist eine Schnittstellenwissenschaft zwischen zellulärer Neurobiologie und kognitiver Psychologie.
Bei einer Reihe von psychischen Störungen/Auffälligkeiten, wie beispielsweise Autismus oder Schizophrenie liegen neurokognitive Defizite vor.